# 异金蝉蛛
异金蝉蛛（学名：Phintella abnormis），又名异常黑条蝇虎，是跳蛛科金蝉蛛属的动物。

## 分佈
分布于俄羅斯滨海边疆区（原文作）:301、朝鮮半島、日本:336、中国大陆及台灣。
该物种的模式产地在日本。

## 外部連結
- 維基物種上的相關：异金蝉蛛